# Stortjärnen (Stuguns socken, Jämtland, 699832-150319)
Stortjärnen är en sjö i Ragunda kommun i Jämtland och ingår i Ljungans huvudavrinningsområde. Sjön har en area på 0,0825 kvadratkilometer och ligger 303,1 meter över havet. Sjön avvattnas av vattendraget Ljungån.

## Delavrinningsområde
Stortjärnen ingår i det delavrinningsområde (699831-150264) som SMHI kallar för Ovan Floddalsbäcken. Medelhöjden är 372 meter över havet och ytan är 11,99 kvadratkilometer. Det finns inga avrinningsområden uppströms utan avrinningsområdet är högsta punkten. Ljungån som avvattnar avrinningsområdet har biflödesordning 3, vilket innebär att vattnet flödar genom totalt 3 vattendrag innan det når havet efter 169 kilometer. Avrinningsområdet består mestadels av skog (70 procent) och sankmarker (12 procent). Avrinningsområdet har 0,36 kvadratkilometer vattenytor vilket ger det en sjöprocent på 3 procent.